# Bezins-Garraux
Bezins-Garraux est une commune française située dans le sud-ouest du département de la Haute-Garonne, en région Occitanie. Sur le plan historique et culturel, la commune fait partie du pays de Comminges, correspondant à l’ancien comté de Comminges, circonscription de la province de Gascogne située sur les départements actuels du Gers, de la Haute-Garonne, des Hautes-Pyrénées et de l'Ariège.
Exposée à un climat de montagne, elle est drainée par le Job et par divers autres petits cours d'eau. La commune possède un patrimoine naturel remarquable : un site Natura 2000 (les « zones rupestres xérothermiques du bassin de Marignac, Saint-Béat, pic du Gar, montagne de Rié ») et deux zones naturelles d'intérêt écologique, faunistique et floristique.
Bezins-Garraux est une commune rurale qui compte 44 habitants en 2022, après avoir connu un pic de population de 249 habitants en 1851. Ses habitants sont appelés les Bézinois-Garraussois ou  Bézinoises-Garraussoises.
Le patrimoine architectural de la commune comprend un immeuble protégé au titre des monuments historiques : l'église Saint-Jean-Baptiste de Garraux, classée en 1955.

## Géographie

### Localisation
La commune de Bezins-Garraux se trouve dans le département de la Haute-Garonne, en région Occitanie.
Elle se situe à 96 km à vol d'oiseau de Toulouse, préfecture du département, à 20 km de Saint-Gaudens, sous-préfecture, et à 18 km de Bagnères-de-Luchon, bureau centralisateur du canton de Bagnères-de-Luchon dont dépend la commune depuis 2015 pour les élections départementales.
La commune fait en outre partie du bassin de vie de Bagnères-de-Luchon.
Les communes les plus proches sont : 
Eup (0,5 km), Saint-Béat (1,9 km), Boutx (2,5 km), Lez (2,6 km), Chaum (2,9 km), Marignac (3,3 km), Fronsac (4,1 km), Esténos (4,4 km).
Sur le plan historique et culturel, Bezins-Garraux fait partie du pays de Comminges, correspondant à l’ancien comté de Comminges, circonscription de la province de Gascogne située sur les départements actuels du Gers, de la Haute-Garonne, des Hautes-Pyrénées et de l'Ariège.
Les communes limitrophes sont  Arguenos, Boutx, Chaum, Eup, Fronsac, Moncaup et Saint-Béat-Lez.
| Fronsac (par un quadripoint) | Moncaup                             | Arguenos |
| Chaum                        | Bezins-Garraux                      |          |
| Eup                          | Saint-Béat-Lez (par un quadripoint) | Boutx    |

### Géologie et relief
La superficie de la commune est de 771 hectares ; son altitude varie de 568  à   1 788 mètres.
C'est une commune montagneuse, dominée au nord par le pic du Gar et le pic Saillant.

### Hydrographie

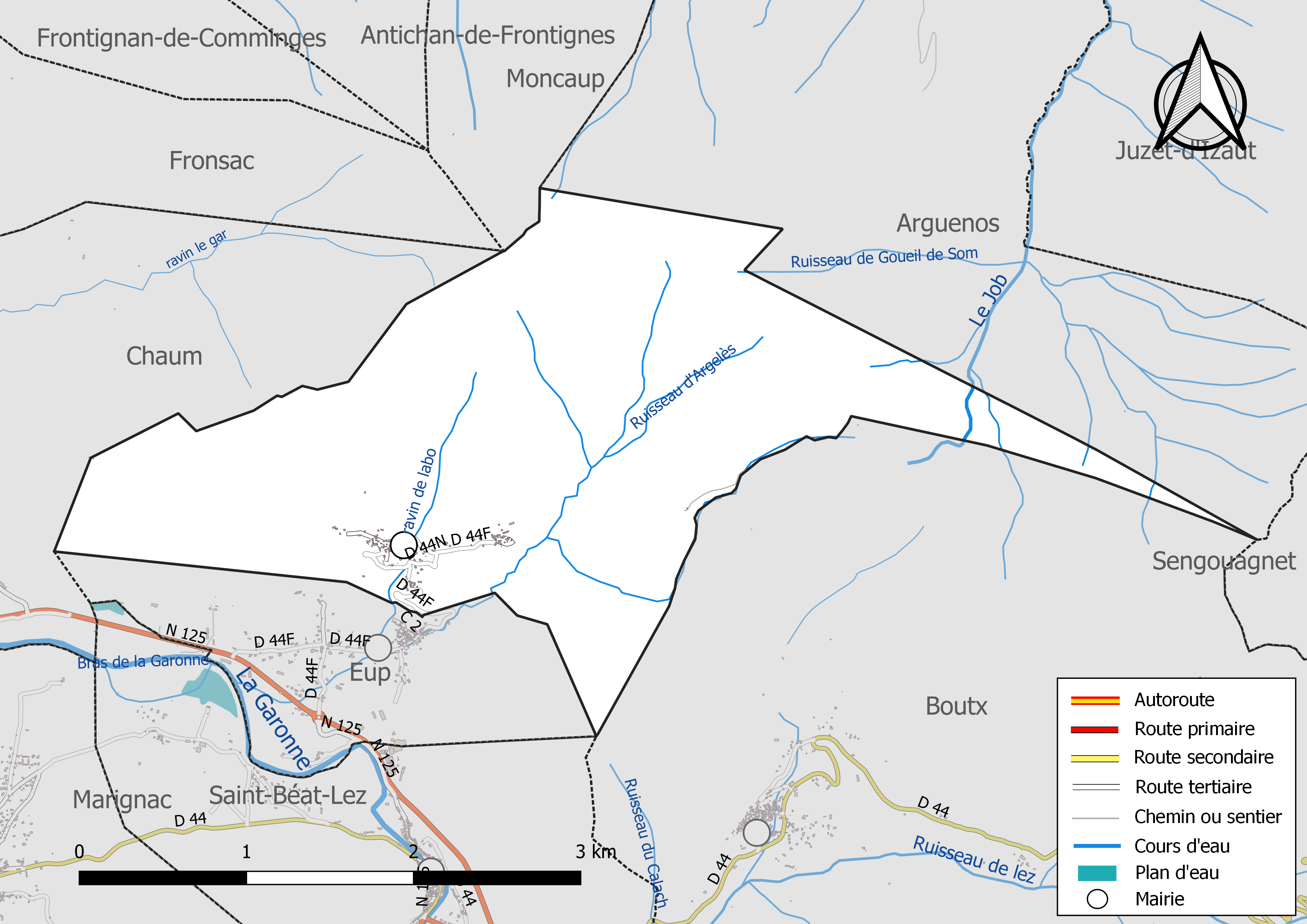
Réseaux hydrographique et routier de Bezins-Garraux.

La commune est dans le bassin de la Garonne, au sein du bassin hydrographique Adour-Garonne. Elle est drainée par le Job, ravin de labo, le ruisseau d'Argelès, le ruisseau de Goueil de Som et par divers petits cours d'eau, constituant un réseau hydrographique de 10 km de longueur totale,.
Le Job, d'une longueur totale de 18,4 km, prend sa source dans la commune de Boutx et s'écoule vers le nord. Il traverse la commune et se jette dans le Ger à Lespiteau, après avoir traversé 10 communes.

### Climat
Pour des articles plus généraux, voir Climat de l'Occitanie et Climat de la Haute-Garonne.
En 2010, le climat de la commune est de type climat des marges montargnardes, selon une étude s'appuyant sur une série de données couvrant la période 1971-2000. En 2020, Météo-France publie une typologie des climats de la France métropolitaine dans laquelle la commune est exposée à un climat de montagne ou de marges de montagne et est dans la région climatique Pyrénées centrales, caractérisée par une pluviométrie annuelle de 1 000 à 1 200 mm.
Pour la période 1971-2000, la température annuelle moyenne est de 10,6 °C, avec une amplitude thermique annuelle de 15,9 °C. Le cumul annuel moyen de précipitations est de 1 167 mm, avec 9,6 jours de précipitations en janvier et 7,8 jours en juillet. Pour la période 1991-2020, la température moyenne annuelle observée sur la station météorologique la plus proche, située sur la commune de Bagnères-de-Luchon à 18 km à vol d'oiseau, est de 11,5 °C et le cumul annuel moyen de précipitations est de 940,5 mm,. Pour l'avenir, les paramètres climatiques de la commune estimés pour 2050 selon différents scénarios d’émission de gaz à effet de serre sont consultables sur un site dédié publié par Météo-France en novembre 2022.

### Milieux naturels et biodiversité

#### Réseau Natura 2000

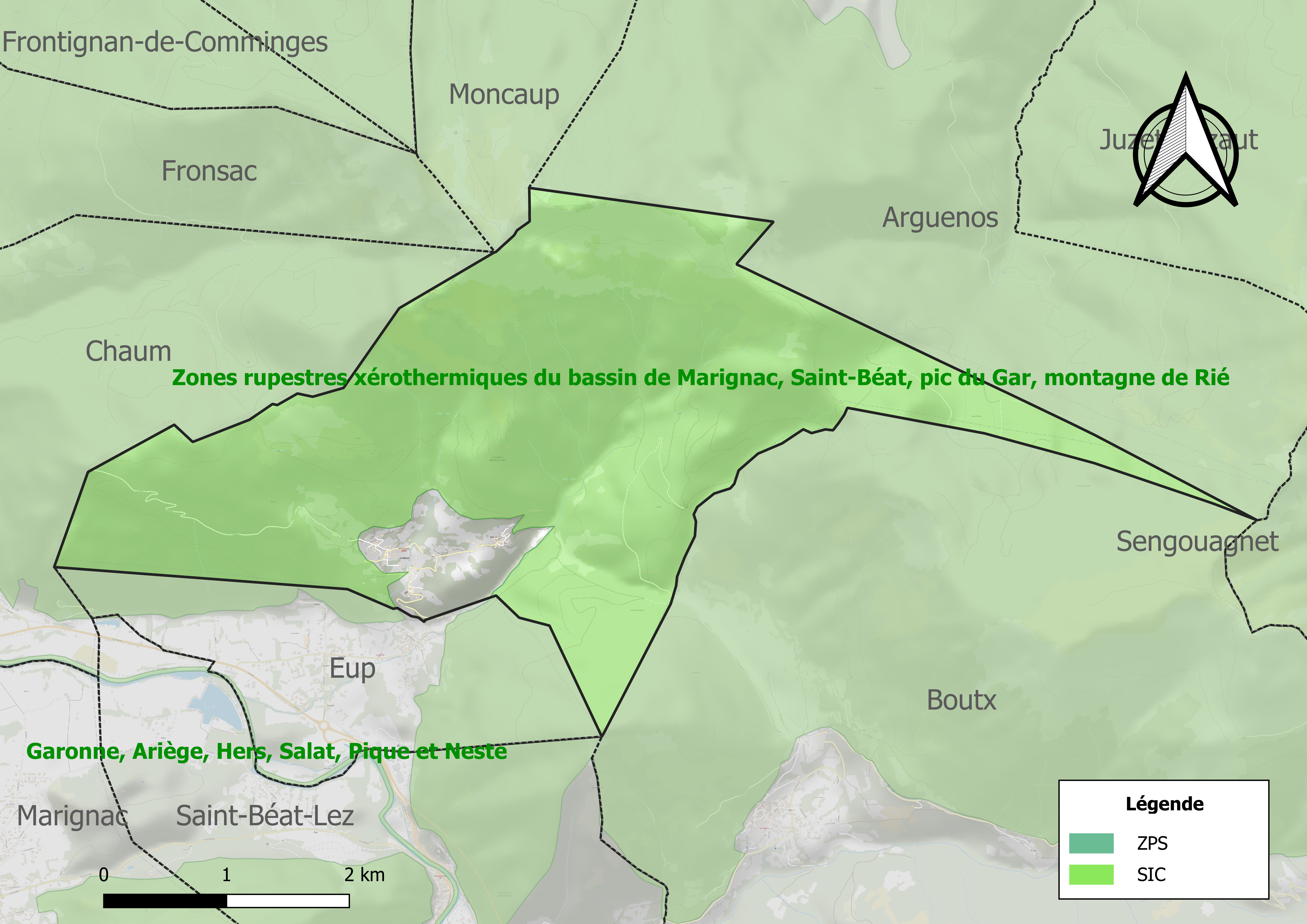
Site Natura 2000 sur le territoire communal.

Le réseau Natura 2000 est un réseau écologique européen de sites naturels d'intérêt écologique élaboré à partir des directives habitats et oiseaux, constitué de zones spéciales de conservation (ZSC) et de zones de protection spéciale (ZPS).
Un site Natura 2000 a été défini sur la commune au titre de la directive habitats : les « Zones rupestres xérothermiques du bassin de Marignac, Saint-Béat, pic du Gar, montagne de Rié », d'une superficie de 7 680 ha, sont un espace présentant une grande richesse floristique et faunistique du fait de la diversité et de la complémentarité des habitats présents (pelouses, landes, forêts, parois rocheuses, ravins, torrents encaissés). Des ours sont présents à la suite de leur réintroduction.

#### Zones naturelles d'intérêt écologique, faunistique et floristique

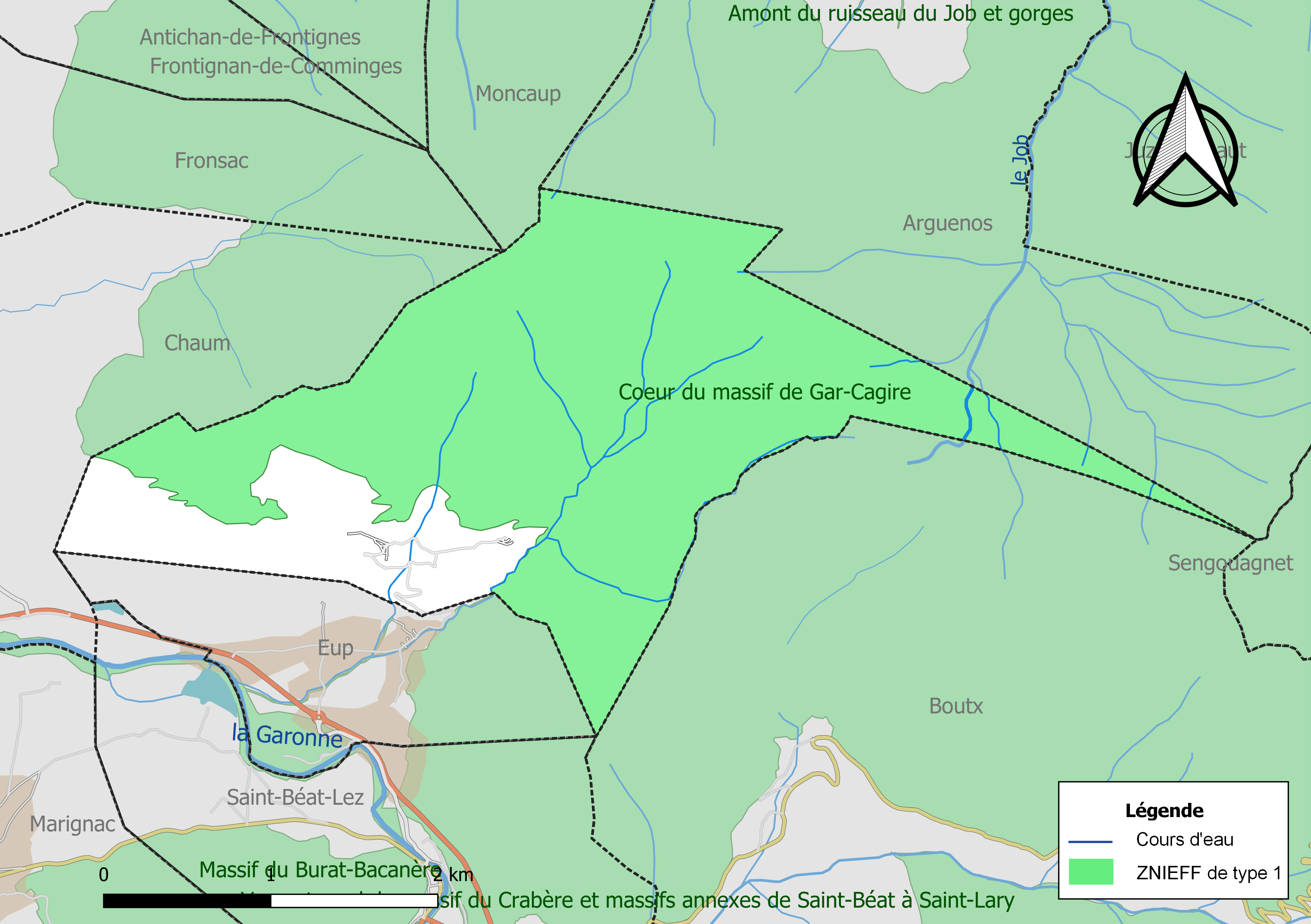
Carte de la ZNIEFF de type 1 localisée sur la commune.

L’inventaire des zones naturelles d'intérêt écologique, faunistique et floristique (ZNIEFF) a pour objectif de réaliser une couverture des zones les plus intéressantes sur le plan écologique, essentiellement dans la perspective d’améliorer la connaissance du patrimoine naturel national et de fournir aux différents décideurs un outil d’aide à la prise en compte de l’environnement dans l’aménagement du territoire.
Une ZNIEFF de type 1 est recensée sur la commune :
le « cœur du massif de Gar-Cagire » (6 194 ha), couvrant 15 communes du département et une ZNIEFF de type 2, : 
l'« ensemble du massif de Gar-Cagire et bassin de Juzet-d'Izaut » (9 679 ha), couvrant 18 communes du département.

## Urbanisme

### Typologie
Au 1er janvier 2024, Bezins-Garraux est catégorisée commune rurale à habitat dispersé, selon la nouvelle grille communale de densité à sept niveaux définie par l'Insee en 2022.
Elle est située hors unité urbaine et hors attraction des villes,.

### Occupation des sols
L'occupation des sols de la commune, telle qu'elle ressort de la base de données européenne d’occupation biophysique des sols Corine Land Cover (CLC), est marquée par l'importance des forêts et milieux semi-naturels (93,7 % en 2018), une proportion identique à celle de 1990 (93,7 %). La répartition détaillée en 2018 est la suivante : 
forêts (79,5 %), espaces ouverts, sans ou avec peu de végétation (10,2 %), zones agricoles hétérogènes (6,3 %), milieux à végétation arbustive et/ou herbacée (4 %). L'évolution de l’occupation des sols de la commune et de ses infrastructures peut être observée sur les différentes représentations cartographiques du territoire : la carte de Cassini (XVIIIe siècle), la carte d'état-major (1820-1866) et les cartes ou photos aériennes de l'IGN pour la période actuelle (1950 à aujourd'hui).

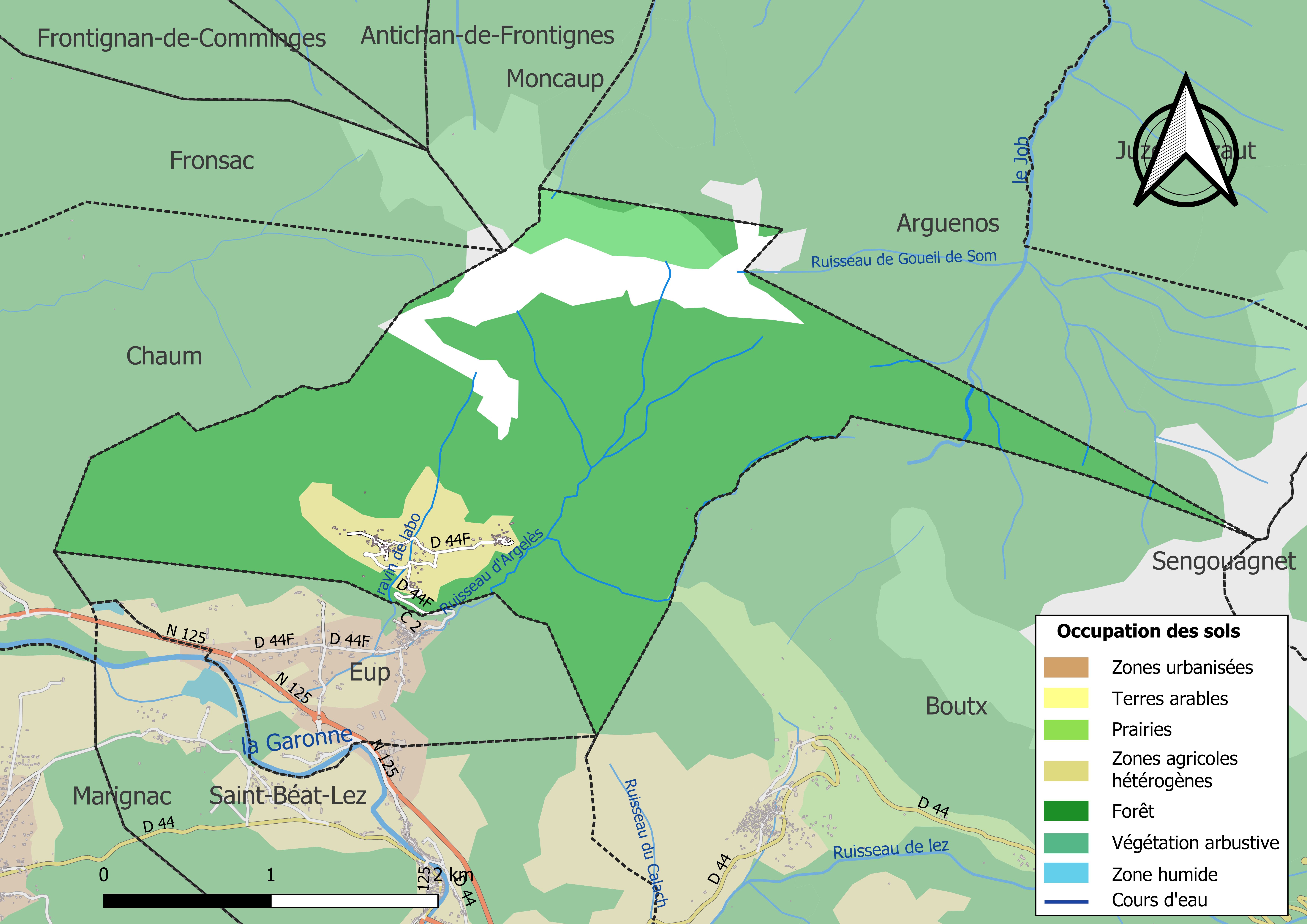
Carte des infrastructures et de l'occupation des sols de la commune en 2018 (CLC).

### Voies de communication et transports
Accès avec la ligne régulière de transport interurbain du réseau Arc-en-ciel (anciennement SEMVAT).

### Risques majeurs
Le territoire de la commune de Bezins-Garraux est vulnérable à différents aléas naturels : météorologiques (tempête, orage, neige, grand froid, canicule ou sécheresse), feux de forêts et séisme (sismicité moyenne). Un site publié par le BRGM permet d'évaluer simplement et rapidement les risques d'un bien localisé soit par son adresse soit par le numéro de sa parcelle.
Un plan départemental de protection des forêts contre les incendies a été approuvé par arrêté préfectoral du 25 septembre 2006. Bezins-Garraux est exposée au risque de feu de forêt du fait de la présence sur son territoire du massif des Pyrénées. Il est ainsi défendu aux propriétaires de la commune et à leurs ayants droit de porter ou d’allumer du feu dans l'intérieur et à une distance de 200 mètres des bois, forêts, plantations, reboisements ainsi que des landes. L’écobuage est également interdit, ainsi que les feux de type méchouis et barbecues, à l’exception de ceux prévus dans des installations fixes (non situées sous couvert d'arbres) constituant une dépendance d'habitation,

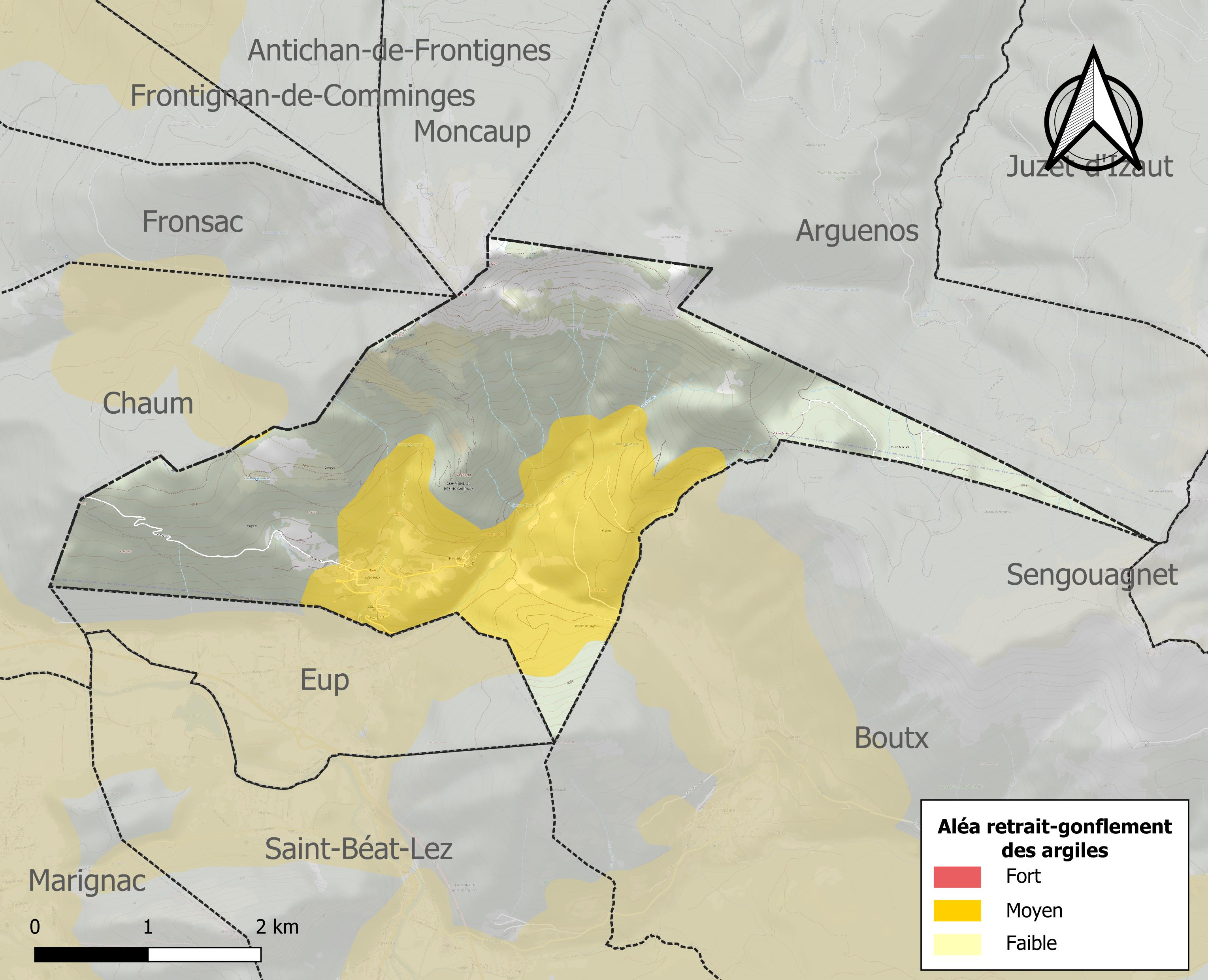
Carte des zones d'aléa retrait-gonflement des sols argileux de Bezins-Garraux.

Le retrait-gonflement des sols argileux est susceptible d'engendrer des dommages importants aux bâtiments en cas d’alternance de périodes de sécheresse et de pluie. 31,2 % de la superficie communale est en aléa moyen ou fort (88,8 % au niveau départemental et 48,5 % au niveau national). Sur les 78 bâtiments dénombrés sur la commune en 2019, 74 sont en aléa moyen ou fort, soit 95 %, à comparer aux 98 % au niveau départemental et 54 % au niveau national. Une cartographie de l'exposition du territoire national au retrait gonflement des sols argileux est disponible sur le site du BRGM,.
Par ailleurs, afin de mieux appréhender le risque d’affaissement de terrain, l'inventaire national des cavités souterraines permet de localiser celles situées sur la commune.
Concernant les mouvements de terrains, la commune a été reconnue en état de catastrophe naturelle au titre des dommages causés par des mouvements de terrain en 1999.

## Toponymie
Bezins en gascon signifie « les voisins » et Garraux « gardien du Pic du Gar ».[réf. nécessaire]

## Histoire
Petit village situé au pied du pic du Gar, qui était déifié, atteste une occupation romaine et pré-romaine. Le château est celui d'une seigneurie d'origine féodale du XIIe siècle. Il a été remanié aux XVIIe, XVIIIe et XIXe siècles.

## Politique et administration

### Rattachements administratifs et électoraux
Commune faisant partie de la huitième circonscription de la Haute-Garonne, de la communauté de communes Pyrénées Haut Garonnaises et du canton de Bagnères-de-Luchon (avant le redécoupage départemental de 2014, Bezins-Garraux faisait partie de l'ex-canton de Saint-Béat) et avant le 1er janvier 2017 elle faisait partie de la communauté de communes du canton de Saint-Béat.

### Liste des maires
| Période                                  | Période   | Identité        | Étiquette | Qualité   |
| ---------------------------------------- | --------- | --------------- | --------- | --------- |
| Les données manquantes sont à compléter. |           |                 |           |           |
| mars 1965                                | mars 2014 | Ernest Dat      | PCF       |           |
| mars 2014                                | 2020      | Laurette Daspet | DVG       | Retraitée |
| 2020                                     | En cours  | Jean-Michel Dat |           |           |

## Population et société

### Démographie
| 1793 | 1800 | 1806 | 1821 | 1831 | 1836 | 1841 | 1846 | 1851 |
| ---- | ---- | ---- | ---- | ---- | ---- | ---- | ---- | ---- |
| 132  | 111  | 85   | 87   | 105  | 117  | 244  | 249  | 249  |

| 1856 | 1861 | 1866 | 1872 | 1876 | 1881 | 1886 | 1891 | 1896 |
| ---- | ---- | ---- | ---- | ---- | ---- | ---- | ---- | ---- |
| 247  | 220  | 246  | 231  | 229  | 222  | 193  | 192  | 191  |

| 1901 | 1906 | 1911 | 1921 | 1926 | 1931 | 1936 | 1946 | 1954 |
| ---- | ---- | ---- | ---- | ---- | ---- | ---- | ---- | ---- |
| 202  | 199  | 149  | 103  | 115  | 115  | 104  | 85   | 67   |

| 1962 | 1968 | 1975 | 1982 | 1990 | 1999 | 2006 | 2007 | 2012 |
| ---- | ---- | ---- | ---- | ---- | ---- | ---- | ---- | ---- |
| 73   | 47   | 44   | 38   | 46   | 39   | 53   | 55   | 42   |

| 2017 | 2022 | - | - | - | - | - | - | - |
| ---- | ---- | - | - | - | - | - | - | - |
| 44   | 44   | - | - | - | - | - | - | - |

| selon la population municipale des années : | 1968 | 1975 | 1982 | 1990 | 1999 | 2006 | 2009 | 2013 |
| Rang de la commune dans le département      | 557  | 562  | 563  | 563  | 552  | 549  | 550  | 566  |
| Nombre de communes du département           | 592  | 582  | 586  | 588  | 588  | 588  | 589  | 589  |

### Enseignement
Bezins-Garraux fait partie de l'académie de Toulouse.

### Écologie et recyclage
Réintroduction de l'ours dans les Pyrénées.

#### Protection environnementale
La zone Natura 2000 des Zones rupestres xérothermiques du bassin de Marignac, Saint-Béat, pic du Gar, montagne de Rié est classée en zone spéciale de conservation (en référence à la Directive Habitats) depuis 2007 ; avec une superficie de 7 680 hectares, elle s'étend sur une partie de la commune de Bezins-Garraux.

## Économie

### Emploi
|                | 2008   | 2013   | 2018  |
| -------------- | ------ | ------ | ----- |
| Commune        | 12,8 % | 16,1 % | 7,7 % |
| Département    | 7,7 %  | 9,6 %  | 9,3 % |
| France entière | 8,3 %  | 10 %   | 10 %  |

En 2018, la population âgée de 15 à 64 ans s'élève à 25 personnes, parmi lesquelles on compte 69,2 % d'actifs (61,5 % ayant un emploi et 7,7 % de chômeurs) et 30,8 % d'inactifs,. En  2018, le taux de chômage communal (au sens du recensement) des 15-64 ans est inférieur à celui de la France et du département, alors qu'en 2008 la situation était inverse.
La commune est hors attraction des villes,. Elle compte 5 emplois en 2018, contre 5 en 2013 et 3 en 2008. Le nombre d'actifs ayant un emploi résidant dans la commune est de 17, soit un indicateur de concentration d'emploi de 29,4 % et un taux d'activité parmi les 15 ans ou plus de 46,3 %.
Sur ces 17 actifs de 15 ans ou plus ayant un emploi, 5 travaillent dans la commune, soit 29 % des habitants. Pour se rendre au travail, 76,5 % des habitants utilisent un véhicule personnel ou de fonction à quatre roues, 17,6 % s'y rendent en deux-roues, à vélo ou à pied et 5,9 % n'ont pas besoin de transport (travail au domicile).

### Activités hors agriculture
Un seul établissement relevant d’une activité hors champ de l’agriculture est implanté  à Bezins-Garraux au 31 décembre 2019.

### Agriculture
|               | 1988 | 2000 | 2010 | 2020 |
| ------------- | ---- | ---- | ---- | ---- |
| Exploitations | 4    | 3    | 3    | 2    |
| SAU (ha)      | 26   | 25   | 30   | 30   |

La commune est dans les « Pyrénées centrales », une petite région agricole occupant le sud du département de la Haute-Garonne, massif montagneux où s’étagent les vallées profondes, la forêt et les zones intermédiaires, les estives. En 2020, l'orientation technico-économique de l'agriculture  sur la commune est l'élevage d'ovins ou de caprins. Deux exploitations agricoles ayant leur siège dans la commune sont dénombrées lors du recensement agricole de 2020 (quatre en 1988). La superficie agricole utilisée est de 30 ha,,.

## Culture locale et patrimoine

### Lieux et monuments
- L'église Saint-Jean-Baptiste classée monument historique est ornée d'une fresque du XIIe siècle. Architecture romane dans les Pyrénées.
- Église de la Nativité-de-la-Sainte-Vierge de Bezins-Garraux.
- Le village est le point de départ d'une randonnée qui monte jusqu'aux sommets du pic du Gar et du pic Saillant.

## Pour approfondir